# Chramnelenus
Chramnelenus (dopo il 590 – prima del 672) è stato un nobile franco in epoca merovingia, fu dux dei pagi Ultrajoranus e Scodingorum situabili nell'area geografica attualmente compresa intorno ai confini tra Francia, Germania e Svizzera.

## Biografia
Malgrado il nome germanico, o perfino franco, Chramnelenus era considerato da Fredegario come un romano; del resto, il suo secondo nome, Felix, è latino.
Come altri nobili della Burgundia dell'inizio del VII sec., era figlio di un matrimonio tra una romana, Flavia, e un germano, Wandelino (Waldelenio o  Waldelenus), una doppia origine testimoniata appunto dai suoi due nomi. 
Suo fratello maggiore, Donato, nacque poco dopo il 590 e divenne arcivescovo metropolita di Besançon (625-660 ca.). Una delle sue sorelle, Sirudis, divenne badessa dell'abbazia di Jussa-Moutier a Besançon fondata dalla madre. 
Il padre di Chramnelenus era molto vicino a San Colombano e divenne dux del pagus ultrajoranus e del pagus scodingorum, la cui capitale era probabilmente Besançon. Alla morte di Waldelenio, avvenuta prima del 636, Chramnelenus ereditò il titolo e la funzione di duca e governò le regioni situate sui due versanti del Giura. 
Nel 636/637 partecipò alla spedizione diretta dal re Dagoberto I contro i Guasconi e, nel 642, sostenne il maestro di palazzo Flachoald contro il patrizio burgundo Willibad. A tale titolo combatté le truppe di Borgogna davanti a Autun, dove Willibad trovò la morte. Prima del 642 restaurò il monastero di Romainmôtier, forse distrutto durante un'incursione alemanna. 
Chramnelenus mise a capo di quel convento l'abate Siagrio e vi introdusse la regola di San Colombano. Il monastero accolse in quegli anni San Vandregisilo, che nel 649 fondò l'abbazia di Fontenelle. Con il consenso di Protasio, vescovo di Losanna, fondò parallelamente un monastero a Baulmes. Due epitaffi, scoperti a Baulmes e a Yverdon, rivelano che quel monastero era un convento femminile. Chramnelenus morì prima della fine dei lavori. Fu la vedova, Ermentrude (Ermentrudis), a portarne a termine la fondazione tra il 667/668 e il 671/672.